# Proves
Proves, németül: Proveis, település Olaszországban, Bolzano autonóm megyében. Lakosainak száma 254 fő (2023. január 1.). Proves Novella, Lauregno, Rumo és Ultimo községekkel határos.

## Népesség
A település népességének változása:
| Lakosok száma | 263  | 267  | 254  |
|               | 2017 | 2018 | 2023 |